# Rhopalione atrinicolae
Rhopalione atrinicolae är en kräftdjursart som beskrevs av Page 1985. Rhopalione atrinicolae ingår i släktet Rhopalione och familjen Bopyridae.
Artens utbredningsområde är havet kring Nya Zeeland. Inga underarter finns listade i Catalogue of Life.